# 퀸투스 파비우스 막시무스 알로브로기쿠스
퀸투스 파비우스 막시무스 알로브로기쿠스(Quintus Fabius Maximus Allobrogicus)는 로마의 정치가이자 장군으로 기원전 121년에 집정관으로 선출되었다. 그가 집정관으로 재위하는 동안 아르베르니와 그가 기원전 120년에 패배시킨 알로브로게스와 싸웠다. 그는 갈리아에 대한 그의 승리에 대한 업적과 ‘알로브로기쿠스’라는 명칭을 얻었다.

## 경력
파비우스 막시무스 알로브로기쿠스는 기원전 145년의 로마 집정관인 퀸투스 파비우스 막시무스 아이밀리아누스의 아들이자 귀족 파비아 가문의 일원이었다. 그의 첫 등장은 기원전 134년 퀘이스토르 선거 때였다. 그는 친삼촌 스키피오 아이밀리아누스가 유권자들에게 후보로 추천했으며, 알로브로기쿠스가 선출된 후 스키피오는 그를 히스파니아 키테리오르로 데려가 제2차 누만틴 전쟁에서 싸웠다. 그곳에 있는 동안 알로브로기쿠스는 4,000명의 자원자를 담당하게 되었다.
기원전 124년에 그는 법무관직에 선출되었고, 기원전 123년에는 히스파니아 (키테리오르 또는 울테리오르) 중 한 사람의 법무관(총독)으로 임명되었다. 그곳에 있는 동안 그는 가이우스 그라쿠스의 제안에 따라 스페인 마을에서 곡물 선물을 갈취했다는 이유로 원로원에서 질책을 받았다. 그 후 기원전 121년에 그는 루키우스 오피미우스와 함께 집정관으로 선출되었다. 집정관 재위기에 그는 그나이우스 도미티우스 아헤노바르부스와 함께 갈리아 트란살피나(현대의 오베르뉴 및 론알프 지역)에서 갈리아족의 갈래인 알로브로게스와 아르베르니와 대적하여 작전을 펼쳤다. 집정관 임기가 만료된 후, 기원전 120년 그는 도미티우스 아헤노바르부스의 뒤를 이어 갈리아 총독으로 임명되었고, 이 기간 동안 그는 알로브로게스와 아르베르니의 정벌을 완료했다. 이것으로 인해 그는 승리의 영예를 얻었고, 알로브로기쿠스라는 칭호를 받았다. 그가 거둔 승리는 은색 전갑을 입은 아르베르니의 왕 비투이투스를 포로로 잡은 것을 포함하여 그 장관으로 유명했다. 오베르뉴의 약탈에서 파비우스는 포르닉스 파비아누스(기원전 121년)를 세워 사크라 가도를 건너 포룸 로마눔(Forum Romanum), 아치 꼭대기에 자신의 동상을 세웠다.
기원전 113년에 그는 섬의 여러 도시 간의 내부 분쟁을 끝내기 위해 크레타섬으로 파견된 대사관의 지도자였던 퀸투스 파비우스였을 것이다. 그런 다음 기원전 108년에 그 또는 퀸투스 파비우스 막시무스 에부르누스가 검열관으로 임명되었다.
그는 유명한 웅변가이자, 문필가였다. 기원전 129년 그의 친족 삼촌 스키피오 아이밀리아누스가 사망하자 파비우스는 로마 시민들에게 연회를 열고 죽은 장군의 장례식을 선포했다. 그에게는 악덕으로 악명 높은 퀸투스 파비우스 막시무스 알로브로기쿠스라는 이름의 아들이 적어도 한 명이 있었다. 그의 손자는 퀸투스 파비우스 막시무스였다.